# كاستيلانيلية علقية
كاستيلانيلية علقية (الاسم العلمي: Castellaniella hirudinis) هي نوع من البكتيريا، سلبية الغرام، تتبع جنس الكاستيلانيلية.